# Vilela (Paredes)
Vilela es una freguesia portuguesa del concelho de Paredes, con 3,79 km² de superficie y 5.080 habitantes (2001). Su densidad de población es de 1 340,4 hab/km².